# Schloss Ehrnegg
Schloss Ehrnegg är ett slott i Österrike.   Det ligger i distriktet Völkermarkt och förbundslandet Kärnten, i den sydöstra delen av landet, 210 km sydväst om huvudstaden Wien. Schloss Ehrnegg ligger 466 meter över havet.
Terrängen runt Schloss Ehrnegg är huvudsakligen kuperad, men åt sydväst är den platt. Närmaste större samhälle är Wolfsberg, 19,3 km norr om Schloss Ehrnegg. 
I omgivningarna runt Schloss Ehrnegg växer i huvudsak blandskog. Runt Schloss Ehrnegg är det ganska glesbefolkat, med 48 invånare per kvadratkilometer.